# 梁格庄天主堂
梁格庄天主堂，即易县原天主教主教府，位于中国河北省保定市易县梁格庄镇梁格庄村中，清西陵行宫以东300米，梁各庄村内大队部附近。该堂始建于1931年，已废弃多年，现列为易县文物保护单位。

## 历史
1904年，天主教传入易县，1908年建易县城内天主教堂（朝阳路）。1929年5月25日，罗马教廷从北京代牧区和保定代牧区分设易县自治区（1935年12月升格为天主教易县监牧区），委托给意大利印五伤司铎会管理，主教马迪懦（Fr. Tarcisio Martina, C.S.S.）。主教座堂设于易县梁格庄天主堂。1931年意大利印五伤司铎会在此兴建新堂，占地13亩，建有房屋105间。国共内战期间，1947年6月，易县易手前夕，马迪懦主教由政府军护送至北平，常驻北平乃兹府甲六号，担任圣座驻华公使黎培里驻北京代表。1951年马迪懦主教因牵连进炮击天安门案，被北京市军管会逮捕，被判无期徒刑，1954年被驱逐出境。此后教堂由工厂占用，破损严重，多处坍塌。

## 建筑
梁格庄天主堂占地面积4000平方米，现存房47间，包括礼拜堂和几处附属建筑，均破损严重。其中礼拜堂位于东侧，坐北朝南，面阔五间，进深九间，中西合璧风格，砖石木混合结构。仅存地砖和天花装饰残迹，以及北侧外墙顶部「41」字样。西侧两座附属建筑坐西朝东，其中一座外墙有「1931」字样，另一座已沦为羊圈。

## 保护
梁格庄天主堂已由易县人民政府公布为易县文物保护单位。